# Romanogobio
Romanogobio is een geslacht van straalvinnige vissen uit de familie van eigenlijke karpers (Cyprinidae).

## Soorten
- Romanogobio albipinnatus (Lukasch, 1933)
- Romanogobio amplexilabris (Bănărescu & Nalbant, 1973)
- Romanogobio antipai (Bănărescu, 1953)
- Romanogobio banaticus (Bănărescu, 1960)
- Romanogobio belingi Slastenenko, 1934
- Romanogobio benacensis (Pollini, 1816)
- Romanogobio ciscaucasicus (Berg, 1932)
- Romanogobio elimeius (Kattoulas, Stephanidis & Economidis, 1973)
- Romanogobio johntreadwelli (Bănărescu & Nalbant, 1973)
- Romanogobio kesslerii (Dybowski, 1862)
- Romanogobio macropterus (Kamensky, 1901)
- Romanogobio parvus Naseka & Freyhof, 2004
- Romanogobio pentatrichus Naseka & Bogutskaya, 1998
- Romanogobio persus (Günther, 1899)
- Romanogobio tanaiticus Naseka, 2001
- Romanogobio tenuicorpus (Mori, 1934)
- Romanogobio uranoscopus (Agassiz, 1828)
- Romanogobio vladykovi (Fang, 1943)